# Живко Василевски
Живко Василевски (на македонска литературна норма: Живко Василевски) е политик от Социалистическа република Македония.

## Биография
Роден е на 28 април 1928 година в град Битоля. Завършва Философския факултет на Скопския университет. От пролетта на 1943 година е член на СКМЮ, а година по-късно секретар на група от СКМЮ. Взема участие в Комунистическата съпротива във Вардарска Македония. През януари 1946 става член на МКП и същата година е избран за член на бюрото на Градския комитет на СКМЮ. Отделно е подпредседател на Околийския народен комитет в Битоля. От 1948 е секретар на Областния комитет на младежта в Битоля. Два пъти е народен представител в Събранието на Социалистическа република Македония. От 1964 председателства културно-просветния комитет на Събранието на СРМ. Василевски е член на Изпълнителния комитет на Събранието на СРМ и републикански секретар за култура (1971-1974). Председателства Матицата на емигрантите, Атлетическия съюз на Македония и други.